# Grattacieli di New York

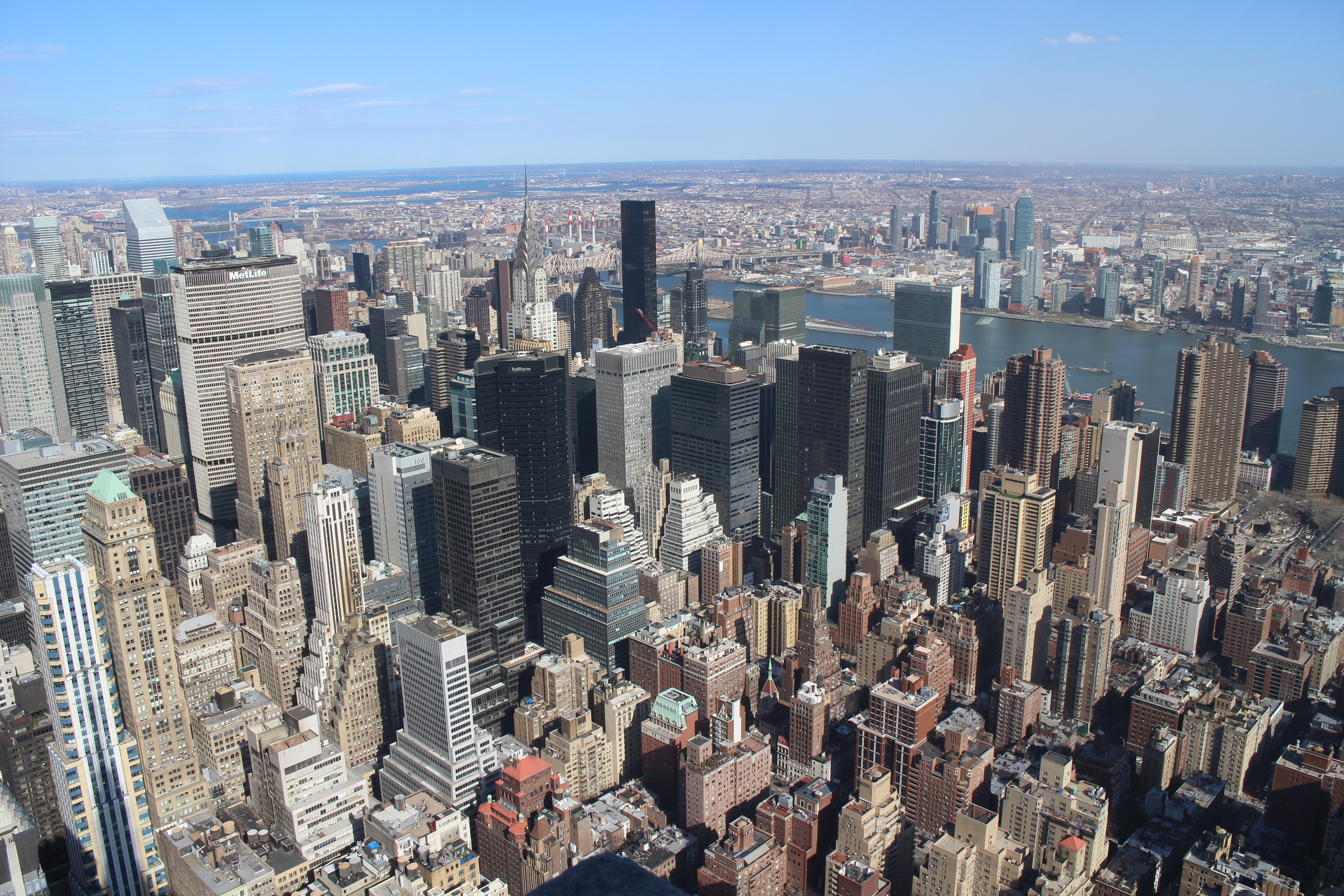
Vista diurna dall'Empire State Building

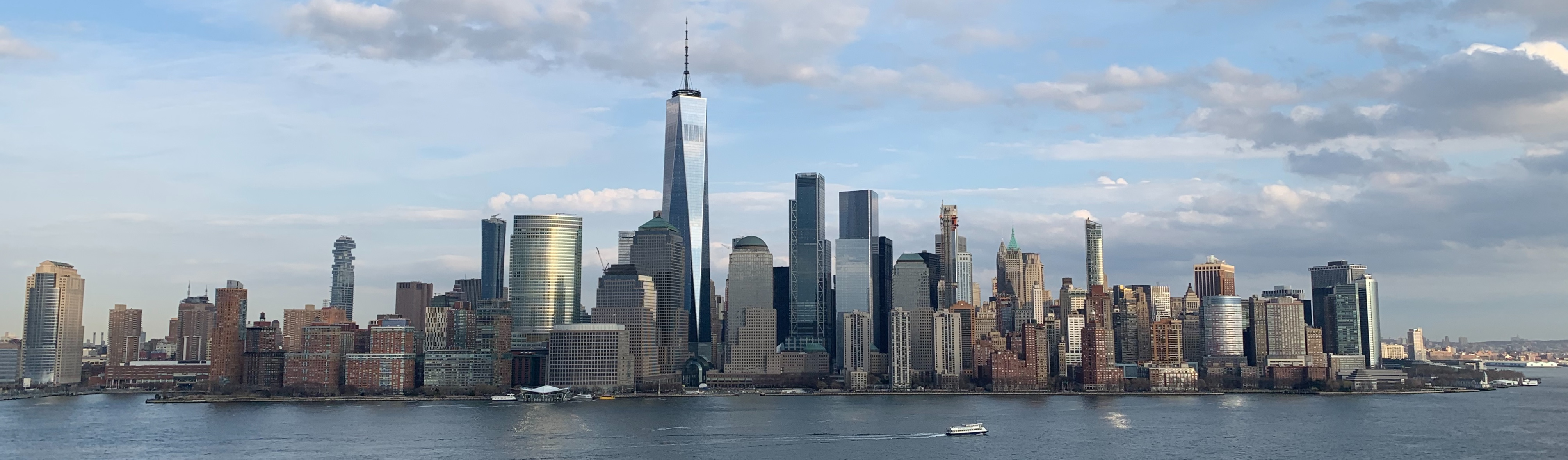
Vista di Lower Manhattan a marzo 2019

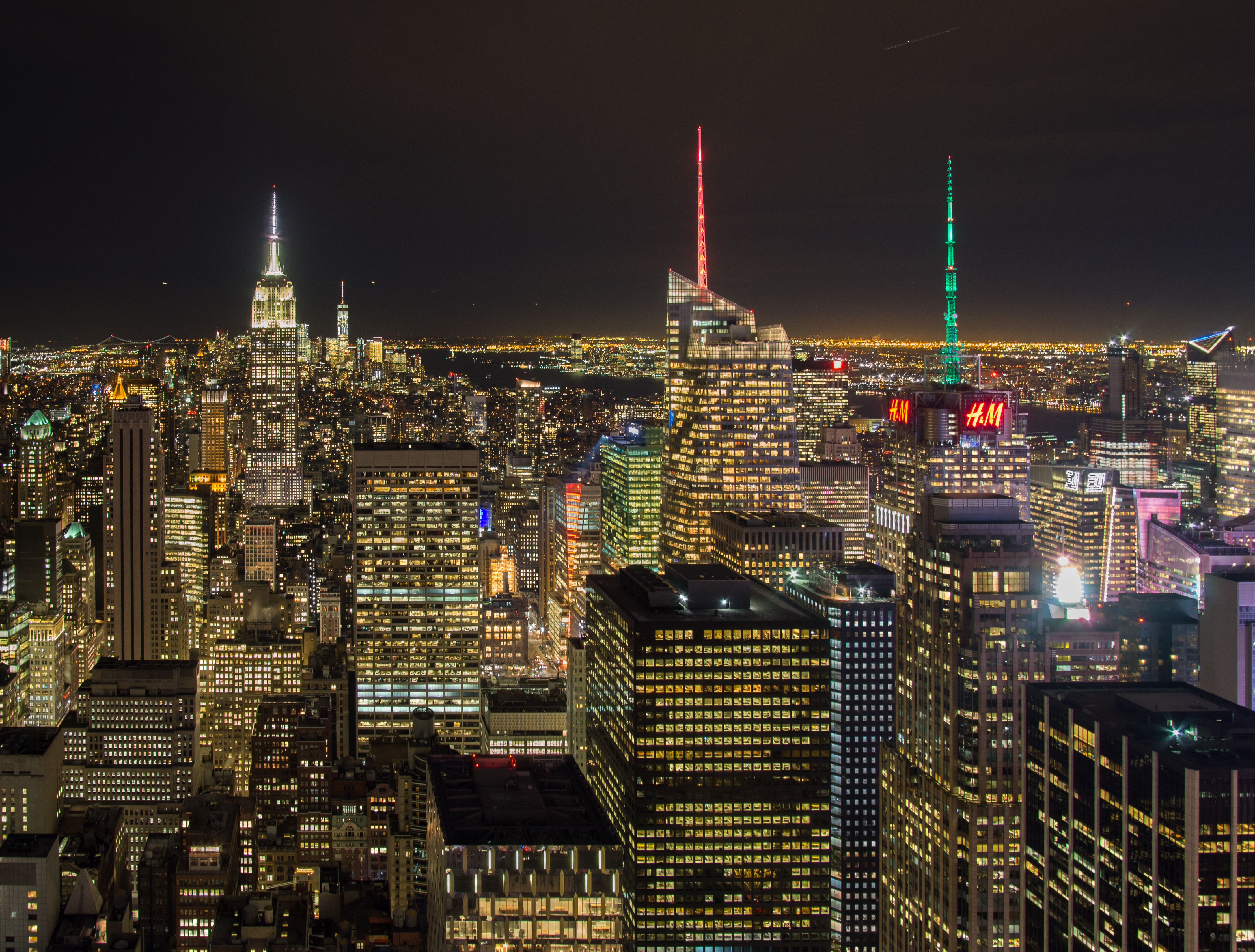
Vista dal Rockfeller Center di notte

New York, metropoli degli Stati Uniti, vanta la presenza di oltre 6000 grattacieli, tra cui 100 grattacieli più alti di 650 piedi (198 m). L'edificio più alto della città è il One World Trade Center, terminato nel 2013, che raggiunge l'altezza di 541 metri.
Al secondo posto c'è la Central Park Tower, un lussuoso edificio residenziale ultimato nel 2020 e situato al numero 223 della 57th Street, a sud del Central Park, la cui altezza è di 472 metri. Segue poi il 111 West 57th Street o Steinway Tower, alto 435 metri. L'Empire State Building, con i suoi 381 metri (443 con l'antenna) è all'ottavo posto, ma è stato il grattacielo più alto del mondo dall'anno del suo completamento, il 1931, fino al 1970, quando furono eretti i 110 piani della Torre nord del World Trade Center. Con i loro 417 metri, le torri gemelle furono i grattacieli più alti del globo fino al completamento nel 1973 dei 108 piani della Sears Tower a Chicago (ora conosciuta come Willis Tower).
Quando nel 2001 i due grattacieli del World Trade Center sono stati distrutti dagli attacchi terroristici dell'11 settembre, l'Empire State Building ha riconquistato il titolo di edificio più alto della città. Oggi il quinto grattacielo più alto di New York è la Bank of America Tower, che si erge fino a 366 metri, compresa la guglia.
Al sesto posto vi è il Chrysler Building (319 m), che è stato l'edificio più alto del mondo dal 1930 fino al 1931, e al settimo il New York Times Building, completato nel 2007 e alto 318,8 metri.
I grattacieli sono concentrati soprattutto a Midtown e a Lower Manhattan, anche se altri quartieri di Manhattan, e i distretti di Brooklyn, del Queens e del Bronx contano un numero significativo di edifici elevati. A partire da gennaio 2011, l'intera città dispone di 228 edifici che sorgono almeno a 155 metri di altezza, compresi quelli in fase di costruzione, più di ogni altra città degli Stati Uniti.
Dal 2003, New York City ha visto la realizzazione di 22 edifici di almeno 183 m di altezza. Il One World Trade Center (541 m), è l'edificio più alto della città. Il 30 aprile 2012, questo edificio ha ufficialmente superato l'altezza strutturale dell'Empire State Building. Il One World Trade Center fa parte del complesso che ha sostituito il World Trade Center, che comprende anche altri tre grattacieli in costruzione: il Two World Trade Center (411 m), il Three World Trade Center (378 m) e il Four World Trade Center (297 m). Nel complesso, a partire da luglio 2012, ci sono 218 grattacieli in costruzione o proposti per la costruzione a New York.
Panorama di New York City visto da Weehawken, New Jersey, a ottobre 2019. Da sinistra a destra: 1 Riverside Church,
2 Time Warner Center,
3 220 Central Park South,
4 Central Park Tower,
5 One57,
6 111 West 57th Street,
7 432 Park Avenue,
8 53W53,
9 One Vanderbilt,
10 Bank of America Tower,
11 Condé Nast Building,
12 New York Times Building,
13 Empire State Building,
14 1 Manhattan West,
15 a: 55 Hudson Yards, b: 30 Hudson Yards, c: 35 Hudson Yards, d: 10 Hudson Yards, e: 15 Hudson Yards,
16 8 Spruce Street,
17 Woolworth Building,
18 70 Pine Street,
19 30 Park Place,
20 28 Liberty Street,
21 40 Wall Street,
22 Three World Trade Center,
23 Four World Trade Center,

## Storia
La storia della vita dei grattacieli di New York comincia nel 1890 quando vengono eretti i 106 metri del World Building. Anche se non fu il primo grattacielo della città, fu il primo edificio a superare gli 87 metri di guglia della Trinity Church. Il World Building, che si ergeva come il più alto della città fino al 1899, è stato demolito nel 1955 per consentire la costruzione di un esteso ingresso al Ponte di Brooklyn.
New York ha svolto un ruolo di primo piano nello sviluppo dei grattacielo, infatti dal 1890, undici strutture della città hanno detenuto il titolo di edificio più alto del mondo. New York City ha attraversato un precoce boom edilizio di grattacieli, che durò dai primi anni dieci ai primi anni trenta, periodo durante il quale sono stati costruiti 16 degli 82 edifici più alti della Grande Mela, tra cui il Woolworth Building, il Bank of Manhattan Trust Building, il Chrysler Building e l'Empire State Building, ognuno dei quali ebbe il primato di grattacielo più alto del mondo, al momento del suo completamento.
Un secondo boom edilizio di grattacieli ha avuto inizio nei primi anni sessanta. Da allora, la città ha visto la realizzazione di circa 70 strutture di almeno 183 m di altezza, comprese le torri gemelle del World Trade Center. Il One World Trade Center, noto anche come la Torre Nord, è stato l'edificio più alto del mondo dal 1972 al 1973 e l'edificio più alto di New York fino al 2001. La Torre Nord, così come gli altri sei edifici del complesso del World Trade Center, sono stati distrutti dagli attentati dell'11 settembre. Il One World Trade Center ha cominciato la costruzione nel 2006, come l'edificio principale del complesso del nuovo World Trade Center; dopo il suo completamento, nel 2013, il grattacielo di 541 metri è diventato l'edificio più alto degli Stati Uniti.

### XX secolo
La diffusione del tipo edilizio del grattacielo a New York ebbe inizio nel quartiere di Lower Manhattan all’inizio del novecento quando venne edificato lo Woolworth Building, il più alto grattacielo fino al 1930 quando lo sviluppo ebbe una accelerazione grazie a una normativa comunale per la nuova zonizzazione della città che porta a realizzare altri grattacielo come il New York Telephone Building, in stile art déco ed altri le cui geometrie si ispirarono a disparati stili come l'antico Egitto e all'architettura azteca.
In questo decennio vennero completati il Chrysler Building, l’Empire State Building e poi il Rockfeller Center caratterizzati dagli osservatori pubblici posti all'ultimo piano e circondati da piazze e giardini nelle adiacenze. Nel dopoguerra verrà edificato il Palazzo del Segretariato dell’ONU inaugurato nel 1951 sviluppato secondo il progetto di Oscar Niemeyer e di Le Corbusier; seguiranno nel 1956 Seagram Building di Ludwig Mies van der Rohe che segna l’abbandono del tipo a strati.
Negli anni settanta venne inaugurato il World Trade Center con le Torri Gemelle progettate da Minoru Yamasaki che caratterizzarono lo skyline della città fino al crollo seguito agli attentati dell'11 settembre 2001. Nel 2006 parte la realizzazione del nuovo World Trade Center su progetto di David Childs.

### XXI secolo
Al fine di massimizzare lo sfruttamento delle superfici commerciali, venne poi abbandonata l’idea di realizzare spazi a uso pubblico come l'osservatorio alla sommità; inoltre nel nuovo secolo venne innalzato ulteriormente il limite all'altezza massima degli edifici permettendo, grazie anche alla nuova zonizzazione del territorio comunale, nuove realizzazioni come la nuova sede del New York Times di Renzo Piano.
Investitori immobiliari provenienti dall'Europa, dalla Russia, dal Medio Oriente e dalla Cina realizzano grattacieli da adibire a condomini di lusso con progetti di torri sottili e altissime come la One 57th Street di Christian de Portzamparc, il 432 Park Avenue di Rafael Viñoly o il 111 West 57th Street di SHoP anch'esse prive di integrazione con il tessuto urbano circostante o spazi pubblici.

## Tipologie di grattacieli
Il problema dell'eccessiva elevazione verticale del fronte degli edifici era sorto nel 1915 quando al termine della costruzione, tutti si accorsero che l'Equitable Building, alto 164 metri e a pianta molto estesa, soffocava le strade a sud di Wall Street e rendeva perennemente bui (anche in pieno giorno) due interi isolati del centro finanziario di Manhattan.
Nel 1916 l'entourage del governo municipale newyorkese stabilì tre diversi modelli strutturali a cui architetti ed ingegneri dovevano adeguarsi.

### Modello a campanile
L'edificio doveva essere concepito con una base ben ancorata al terreno che doveva elevarsi per non più di 15-17 piani e che doveva occupare tutta l'estensione territoriale del lotto. Il fronte della torre poteva elevarsi solo nella parte centrale del nocciolo (del core) dell'edificio. Da qui deriva il nome a campanile dal momento che tutti gli edifici di questo tipo mostravano un'esile ma alta torre che emergeva dal corpo centrale dell'edificio proprio come un campanile. Questa limitazione non solo garantiva una normale illuminazione naturale delle strade ma permetteva (al largo della base della costruzione) uno sviluppo in altezza teoricamente infinito per la torre. L'esempio più celebre di questo tipo di edificio è rappresentato dal Woolworth Building che, con il suo "campanile", raggiunge già nel 1913 quota 241 metri senza problemi.

### Modello a Ziqqurat
Secondo questo modello strutturale l'edificio poteva svilupparsi in altezza teoricamente all'infinito ma con un progressivo arretramento del fronte che doveva culminare con l'apice della costruzione. Da qui deriva il nome che fa riferimento alle Ziqqurat, le antiche piramidi mesopotamiche e che porta qualche suggestione d'antichità alle più moderne costruzioni dell'uomo.
Questo nuovo modello garantiva sì (ancora una volta) un'illuminazione naturale sufficiente alle strade sottostanti ma permetteva uno sviluppo più dinamico e vertiginoso agli edifici, eliminando quel forte stacco architettonico fra la base dell'edificio e la torre vera e propria (che si elevava già a partire dai primi piani della base), permettendo agli architetti di poter raggiungere quote fino a oltre 200 metri.
Così fu concepita l'"ammiraglia" del famoso Rockefeller Center: il celebre General Electric Building, che l'architetto Raymond Hood utilizzando i caratteristici set-backs (o rientri del fronte) è riuscito a elevare per oltre 260 metri di altezza dal suolo. L'edificio è stato definito new babylon per la sua complessa struttura.

### Modello a plaza
L'ultimo modello elaborato rappresenta la soluzione più tecnologica e complessa al problema dell'elevazione degli edifici nella città moderna. In base a questo modello (che ricalca l'antico "campanile") l'edificio viene concepito direttamente nel centro esatto del lotto di terreno, nel quale quasi tutta l'area rimane libera e costituisce una vera e propria piazza, sottostante tutto il perimetro dell'edificio (da cui il nome di derivazione spagnola).
Questo sistema non solo crea nell'immaginario collettivo la torre dalla classica forma di parallelepipedo regolare, ma permette, senza oscurare le strade, uno sviluppo teorico completo e complessivo della torre infinito che dà ad architetti e scienziati delle costruzioni la possibilità di utilizzare tutta la tecnologia necessaria per poter arrivare ad altezze dell'ordine di centinaia di metri giungendo quasi al mezzo chilometro di altitudine dal suolo.
Gli esempi di questo genere di costruzioni possono naturalmente essere infiniti poiché questo tipo di edificio è quella attualmente "in vigore" a New York. Tuttavia si possono fare esempi celebri di edifici costruiti secondo questo criterio quali le Torri Gemelle del World Trade Center (alte rispettivamente 417 e 415,5 metri ma distrutte l'11 settembre del 2001), o la Sears Tower di Chicago che con i suoi 108 piani raggiunge i 442 metri. Da notare che è in questo momento storico e tecnologico che gli edifici concepiti come grattacieli perdono il nome classico di building (palazzo) per acquisire, per la prima volta, l'appellativo forte ed inequivocabile di tower (torre).

## Grattacieli più alti
In questa lista sono collocati i grattacieli di New York City che sono stati completati e che hanno almeno 183 metri di altezza. Questo include guglie e particolari architettonici, ma non comprende i pali d'antenna. Un segno di uguale (=) in seguito a un rango indica la stessa altezza tra due o più edifici. Un asterisco (*) indica che l'edificio è ancora in costruzione ma è stato completato. La colonna "Anno" indica l'anno in cui è stato completato un edificio.
     È stato il più alto del mondo dopo il completamento.
| #    | Nome                                      | Immagine | Altezza (Metri) | Piani | Anno      | Note |
| ---- | ----------------------------------------- | -------- | --------------- | ----- | --------- | --- |
| 1    | One World Trade Center                    |          | 540             | 94    | 2014      | Il One World Trade Center, anche noto non ufficialmente come Freedom Tower (Torre della Libertà), è il grattacielo centrale del New World Trade Center di New York, in Lower Manhattan, sorge vicino al sito delle precedenti Torri Gemelle, distrutte negli attentati dell'11 settembre 2001. L'altezza dell'edificio è di 1776 piedi, pari a 541 metri. Il numero 1776 non è casuale: è stato scelto poiché rappresenta l'anno della dichiarazione di indipendenza degli Stati Uniti. La torre sorge nell'angolo nord-est del sito, per un'area complessiva di 65.000 m². La costruzione del grattacielo è iniziata ufficialmente il 27 aprile 2006, con la posa della prima pietra, e si è poi conclusa il 30 giugno 2013, con la collocazione dell'antenna. |
| 2    | Central Park Tower                        |          | 469             | 98    | 2020      | Conosciuta anche come Torre Nordstrom. Con i suoi 1.550 piedi, ha l'altezza del tetto più alta di qualsiasi edificio al di fuori dell'Asia, superando la Willis Tower di 100 piedi (30 m). L'edificio è anche l'edificio residenziale più alto del mondo sia per altezza del tetto che per altezza architettonica. L'ultimo piano è commercializzato come 130 ma ha 99 piani effettivi. La costruzione è stata ritardata nel 2015 e ripresa nel 2017. |
| 3    | 111 West 57th Street                      |          | 432             | 82    | 2020      | Conosciuta anche come Torre Steinway. Il secondo edificio residenziale più alto del mondo; il grattacielo più snello del mondo. |
| 4    | One Vanderbilt                            |          | 424             | 73    | 2020      | Il secondo edificio per uffici più alto di New York. L'edificio adibito a uffici più alto di Midtown Manhattan. A causa dei soffitti dei pavimenti alti tra 14 e 20 piedi, ha meno piani della maggior parte degli edifici di altezza simile; il suo ultimo piano è numerato 93. Dispone dell'ascensore panoramico più alto del mondo. L'edificio è stato completato nel settembre 2019 e inaugurato formalmente il 14 settembre 2020. |
| 5    | 432 Park Avenue                           |          | 420             | 85    | 2015      | Il 432 Park Avenue è l'edificio residenziale più alto di tutto l'emisfero occidentale. |
| 6    | 270 Park Avenue*                          |          | 423             | 60    | 2025      | JPMorgan Chase sta sostituendo la sua sede; la nuova torre è stata approvata dal Consiglio comunale di New York nel maggio 2019. |
| 7    | 30 Hudson Yards                           |          | 385             | 73    | 2019      | L'edificio più alto del nuovo complesso di Hudson Yards. |
| 8    | Empire State Building                     |          | 381             | 97    | 1931      | Costruito in soli 14 mesi durante la Grande depressione, è stato il primo edificio al mondo con più di 100 piani nonché l'edificio più alto del mondo dal 1931 al 1972, quando venne completato il World Trade Center, ed è tornato ad essere l'edificio più alto di New York dopo gli attentati dell'11 settembre 2001. |
| 9    | Bank of America Tower                     |          | 366             | 54    | 2008      | 1° grattacielo a ricevere una certificazione LEED platino. |
| 10   | Three World Trade Center                  |          | 329             | 71    | 2018      | (L'immagine è del dicembre 2018) |
| 11   | The Brooklyn Tower                        |          | 325             | 74    | 2022      | Completato nell'ottobre 2021, è diventato l'edificio più alto di Brooklyn, l'edificio più alto dei quartieri periferici, l'edificio più alto di Long Island e l'edificio più alto dello Stato di New York al di fuori dell'isola di Manhattan. |
| 12   | 53W53                                     |          | 320             | 77    | 2019      | Conosciuto anche come Tower Verre |
| 13=  | Chrysler Building                         |          | 319             | 77    | 1930      | Primo edificio al mondo a salire più in alto di 1.000 piedi (305 m), si ergeva come l'edificio più alto del mondo dal 1930 fino al 1931. È il più alto edificio al mondo costituito da mattoni. |
| 13=  | New York Times Building                   |          | 319             | 52    | 2007      | Conosciuto anche con il nome di "Times Tower" |
| 15   | The Spiral                                |          | 314             | 66    | 2022      | 34th Street e 10th Avenue, all'estremità nord della High Line. Quasi ogni piano avrà la propria terrazza esterna. |
| 16   | One57                                     |          | 306             | 73    | 2014      | Terminato nel giugno 2012, è il più alto e lussuoso grattacielo a uso misto (residenziale e hotel) della città. |
| 17   | 520 Fifth Avenue*                         |          | 305             | 88    | 2026      | Edificio ad uso misto con uffici ai piani inferiori e residenze ai piani superiori. |
| 18   | 35 Hudson Yards                           |          | 308             | 72    | 2019      | Il grattacielo ad uso misto (residenziale e alberghiero) più alto della città, completato nel giugno 2018. |
| 19   | 1 Manhattan West                          |          | 304             | 67    | 2019      | L'edificio più alto nello sviluppo di Manhattan West. Completato nell'agosto 2018 e inaugurato il 30 ottobre 2019. |
| 20   | 50 Hudson Yards                           |          | 299             | 58    | 2022      | Ultima torre in costruzione come parte della Fase 1 di Hudson Yards, ancorata da BlackRock. |
| 21   | Four World Trade Center                   |          | 298             | 72    | 2013      | Conosciuto anche come 150 Greenwich street; fa parte della ricostruzione del Sito del World Trade Center; il tetto è stato raggiunto il 24 giugno 2012. |
| 22   | 70 Pine Street                            |          | 290             | 66    | 1932      | Formalmente chiamato "American International Building" e "Cities Service Building". |
| 23   | 220 Central Park South                    |          | 290             | 65    | 2019      | Ha raggiunto il picco nel 2017. |
| 24   | Two Manhattan West                        |          | 285             | 58    | 2024      | La costruzione è iniziata dopo che lo studio legale Cravath, Swaine & Moore ha firmato un contratto di locazione per 13 piani nell'ottobre 2019. Il completamento è avvenuto a novembre 2021. |
| 25   | 40 Wall Street                            |          | 283             | 67    | 2016      | 44esimo edificio più alto negli Stati Uniti; Precedentemente noto come Bank of Manhattan Trust Building e attualmente noto come Trump Building, un nome più permanente è 40 Wall Street. |
| 26   | 30 Park Place                             |          | 282             | 72    | 2016      | Grattacielo residenziale e alberghiero |
| 27   | Citigroup Center                          |          | 279             | 59    | 1977      | Formalmente chiamato Citicorp Center. |
| 28   | 15 Hudson Yards                           |          | 279             | 70    | 2019      | Raggiunto il picco a febbraio 2018 |
| 29   | 125 Greenwich Street*                     |          | 279             | 72    | 2024      | Raggiunto il picco a marzo 2019. |
| 30   | 10 Hudson Yards                           |          | 260             | 52    | 2016      | La prima delle torri di Hudson Yards ad essere completata |
| 31   | 8 Spruce Street                           |          | 260             | 76    | 2011      | Conosciuto anche come Beekman Tower, è il secondo edificio residenziale più alto di New York City e dell'intero emisfero occidentale. |
| 32   | Trump World Tower                         |          | 262             | 72    | 2001      | La Trump World Tower ha una sezione residenziale per la costruzione, il che la rese il più alto edificio residenziale del mondo dal 2000 al 2003, oggi è il terzo edificio residenziale più alto della città. |
| 33   | 425 Park Avenue                           |          | 262             | 44    | 2021      | |
| 34   | 262 Fifth Avenue*                         |          | 262             | 56    | 2025      | |
| 35   | 30 Rockefeller Plaza                      |          | 259             | 70    | 1933      | Precedentemente noto come Immobile della Radio Corporation of America, conosciuto come " 30 Rock" per l'indirizzo, 30 Rockefeller Center, ospita il "top of the rock", il secondo più alto osservatorio a New York. |
| 36=  | One Manhattan Square                      |          | 258             | 72    | 2019      | |
| 36=  | Sutton Tower                              |          | 258             | 65    | 2022      | |
| 38   | The Orchard*                              |          | 251             | 69    | 2026      | |
| 39   | 56 Leonard Street                         |          | 250             | 57    | 2016      | |
| 40   | CitySpire Center                          |          | 248             | 73    | 1987      | Il CitySpire Center ha un lato dedicato a spazi commerciali e uffici e una parte dedicata a spazi residenziali. È il terzo più alto edificio residenziale di New York City. |
| 41   | One Chase Manhattan Plaza                 |          | 248             | 60    | 1961      | Noto fino alla vendita nel 2015 come One Chase Manhattan Plaza. |
| 42   | Condé Nast Building                       |          | 247             | 48    | 1999      | Anche conosciuto come "Four Times Square". |
| 43   | MetLife Building                          |          | 246             | 59    | 1963      | Precedentemente noto come Pan Am Building. |
| 44   | Bloomberg Tower                           |          | 286             | 54    | 2005      | Ospita la sede centrale di Bloomberg L.P. e, di conseguenza, a volte viene chiamata informalmente Bloomberg Tower |
| 45   | 126 Madison Avenue                        |          | 230             | 51    | 2021      | |
| 46   | 138 East 50th Street                      |          | 245             | 64    | 2019      | |
| 47   | 130 William Street                        |          | 244             | 66    | 2022      | Raggiunto il picco a maggio 2019. |
| 48   | Woolworth Building                        |          | 241             | 57    | 1913      | Il più alto grattacielo del mondo dal 1913 al 1930. |
| 49   | 111 Murray Street                         |          | 241             | 58    | 2018      | Completato nel 2018 |
| 50   | 520 Park Avenue                           |          | 238             | 51    | 2017      | Raggiunto il picco nell'aprile 2017 |
| 51=  | 50 West Street                            |          | 237             | 63    | 2017      | Raggiunto il massimo nell'ottobre 2015 |
| 51=  | 55 Hudson Yards                           |          | 240             | 51    | 2018      | Raggiunto il massimo nell'aprile 2017 |
| 53=  | One Worldwide Plaza                       |          | 237             | 47    | 1989      | Torre per uffici commerciali all'Eight Avenue |
| 53=  | Madison Square Park Tower                 |          | 237             | 61    | 2018      | Raggiunto il massimo nel maggio 2016 |
| 55   | 50 West 66th Street*                      |          | 236             | 52    | 2025      | Raggiunta la quota massima a maggio 2024 |
| 56   | Skyline Tower                             |          | 233             | 67    | 2021      | Il secondo edificio più alto del Queens e il terzo più alto dei quartieri periferici. |
| 57   | 19 Dutch Street                           |          | 231             | 63    | 2018      | Chiamato anche 118 Fulton Street. Completato a maggio 2016 |
| 58   | Carnegie Hall Tower                       |          | 231             | 60    | 1991      | Il pozzo principale è largo solo 15 m |
| 59=  | 383 Madison Avenue                        |          | 230             | 47    | 2001      | Formalmente noto come "Bear Stearns World Headquarters". |
| 59=  | Queens Plaza Park                         |          | 230             | 67    | 2021      | Terzo edificio più alto del Queens dopo la Skyline Tower e The Orchard. Completato il 2 giugno. |
| 61   | 1717 Broadway                             |          | 229             | 68    | 2013      | Ospita l'hotel Courtyard & Residence Inn Manhattan/Central Park. L'hotel più alto dell'emisfero occidentale. |
| 62   | AXA Center                                |          | 229             | 54    | 1986      | Formalmente noto come "Equitable Building" e "Equitable Center West". |
| 63=  | Exxon Building                            |          | 229             | 54    | 1971      | Anche noto come "1251 Avenue of the Americas". |
| 63=  | One Penn Plaza                            |          | 229             | 57    | 1972      | L'edificio più alto del complesso Penn Plaza. |
| 63=  | Torre Nord del Time Warner Center         |          | 229             | 55    | 2004      | Originariamente costruito come AOL Time Warner Center; nel 2021 il complesso è stato ribattezzato Deutsche Bank Center |
| 63=  | Torre Sud del Time Warner Center          |          | 229             | 55    | 2004      | Originariamente costruito come AOL Time Warner Center; nel 2021 il complesso è stato ribattezzato Deutsche Bank Center |
| 63=  | 200 West Street                           |          | 228             | 44    | 2010      | Anche noto come "Goldman Sachs World Headquarters". |
| 68=  | One Astor Plaza                           |          | 227             | 54    | 1972      | Situato sul sito precedentemente occupato dall'Hotel Astor, ospita la sede centrale mondiale di Paramount Global. |
| 68=  | 60 Wall Street                            |          | 227             | 55    | 1989      | Anche conosciuto come "Deutsche Bank Headquarters". |
| 70=  | One Liberty Plaza                         |          | 226             | 54    | 1973      | Formalmente chiamato "U.S. Steel Building". |
| 70=  | 7 World Trade Center                      |          | 226             | 49    | 2006      | La prima torre del nuovo complesso del World Trade Center ad essere completata |
| 72   | 20 Exchange Place                         |          | 226             | 57    | 1931      | Formalmente chiamato "City Bank-Farmers Trust Building". |
| 73   | Three World Financial Center              |          | 225             | 51    | 1986      | Anche conosciuto come "American Express Tower". |
| 74   | ARO                                       |          | 225             | 54    | 2018      | Raggiunto il picco nel giugno 2017. |
| 75   | Bertelsmann Building                      |          | 223             | 42    | 1990      | Noto anche come Edificio Bertelsmann |
| 76   | Lumen                                     |          | 223             | 66    | 2026      | |
| 77   | The Eugene                                |          | 223             | 64    | 2017      | |
| 78   | Times Square Tower                        |          | 221             | 47    | 2004      | [ 120 ] [ 121 ] |
| 79   | Brooklyn Point                            |          | 220             | 57    | 2020      | Completato nell'aprile 2019, è il secondo edificio più alto del distretto di Brooklyn |
| 80   | Metropolitan Tower                        |          | 218             | 68    | 1987      | Immediatamente adiacente alla Carnegie Hall Tower, separata dalla Russian Tea Room. |
| 81   | 252 East 57th Street                      |          | 217             | 65    | 2016      | Completato nell'ottobre 2015. Completato nel 2017 |
| 82   | 100 East 53rd Street                      |          | 217             | 61    | 2017      | Raggiunto il picco nel gennaio 2016. |
| 83   | General Motors Building                   |          | 215             | 50    | 1968      | Occupa un intero isolato cittadino. |
| 84   | 25 Park Row                               |          | 214             | 54    | 2020      | |
| 85   | Metropolitan Life Insurance Company Tower |          | 213             | 50    | 1909      | Grattacielo più alto del mondo dal 1909 al 1913. |
| 86   | 500 Fifth Avenue                          |          | 212             | 59    | 1931      | Divenne un punto di riferimento della città nel 2010 |
| 87   | 601 West 29th Street                      |          | 212             | 58    | 2022      | |
| 88   | Americas Tower                            |          | 211             | 48    | 1992      | Conosciuto anche come 1177 Avenue of the Americas |
| 89   | Solow Building                            |          | 210             | 49    | 1974      | [ 135 ] [ 136 ] |
| 90   | 140 Broadway                              |          | 210             | 52    | 1967      | Noto anche come Marine Midland Building, HSBC Bank Building |
| 91=  | 277 Park Avenue                           |          | 209             | 50    | 1962      | [ 137 ] [ 138 ] |
| 91=  | 55 Water Street                           |          | 209             | 53    | 1972      | [ 139 ] [ 140 ] |
| 91=  | 5 Beekman Street                          |          | 209             | 47    | 2017      | |
| 94   | 1585 Broadway                             |          | 209             | 42    | 1989      | Anche conosciuto come "Morgan Stanley World Headquarters". |
| 95   | Random House Tower                        |          | 208             | 52    | 2003      | [ 143 ] [ 144 ] |
| 96   | Four Seasons Hotel New York               |          | 208             | 52    | 1993      | Il più alto albergo della città. |
| 97   | Sky                                       |          | 206             | 61    | 2016      | Anche conosciuto come "605 West 42nd Street". |
| 98   | 1221 Avenue of the Americas               |          | 205             | 51    | 1972      | Formalmente conosciuto Edificio McGraw-Hill. |
| 99=  | One Grand Central Place                   |          | 205             | 53    | 1930      | Formalmente conosciuto come Edificio Lincoln. |
| 99=  | One Court Square                          |          | 201             | 50    | 1990      | L'edificio più alto di New York al di fuori di Manhattan, l'edificio più alto di Long Island e del Queens, in precedenza noto come "Citigroup Building". |
| 99=  | Barclay Tower                             |          | 205             | 56    | 2007      | [ 149 ] [ 150 ] |
| 99=  | 277 Fifth Avenue                          |          | 205             | 55    | 2018      | |
| 103= | Paramount Plaza                           |          | 204             | 48    | 1971      | Precedentemente l'edificio Uris |
| 103= | 161 Maiden Lane*                          |          | 204             | 60    | In attesa | |
| 105  | 200 Amsterdam Avenue                      |          | 204             | 55    | 2021      | |
| 106  | 45 Park Place*                            |          | 203             | 43    | In attesa | |
| 107  | Trump Tower                               |          | 202             | 58    | 1983      | [ 153 ] [ 154 ] |
| 108  | 1 Wall Street                             |          | 199             | 50    | 1931      | In precedenza si chiamava Bank of New York Building e Irving Trust Building |
| 109= | 599 Lexington Avenue                      |          | 199             | 50    | 1986      | [ 157 ] [ 158 ] |
| 109= | Silver Towers I                           |          | 199             | 60    | 2009      | Anche conosciuto come "River Place". |
| 109= | Silver Towers II                          |          | 199             | 60    | 2009      | Anche conosciuto come "River Place". |
| 112  | 712 5th Avenue                            |          | 198             | 52    | 1990      | [ 163 ] [ 164 ] |
| 113  | 11 Times Square                           |          | 183             | 40    | 2011      | [ 165 ] |

* indica i grattacieli ancora in costruzione, ma che hanno raggiunto l'altezza massima al tetto.

## Grattacieli più alti ad altezza pinnacolo

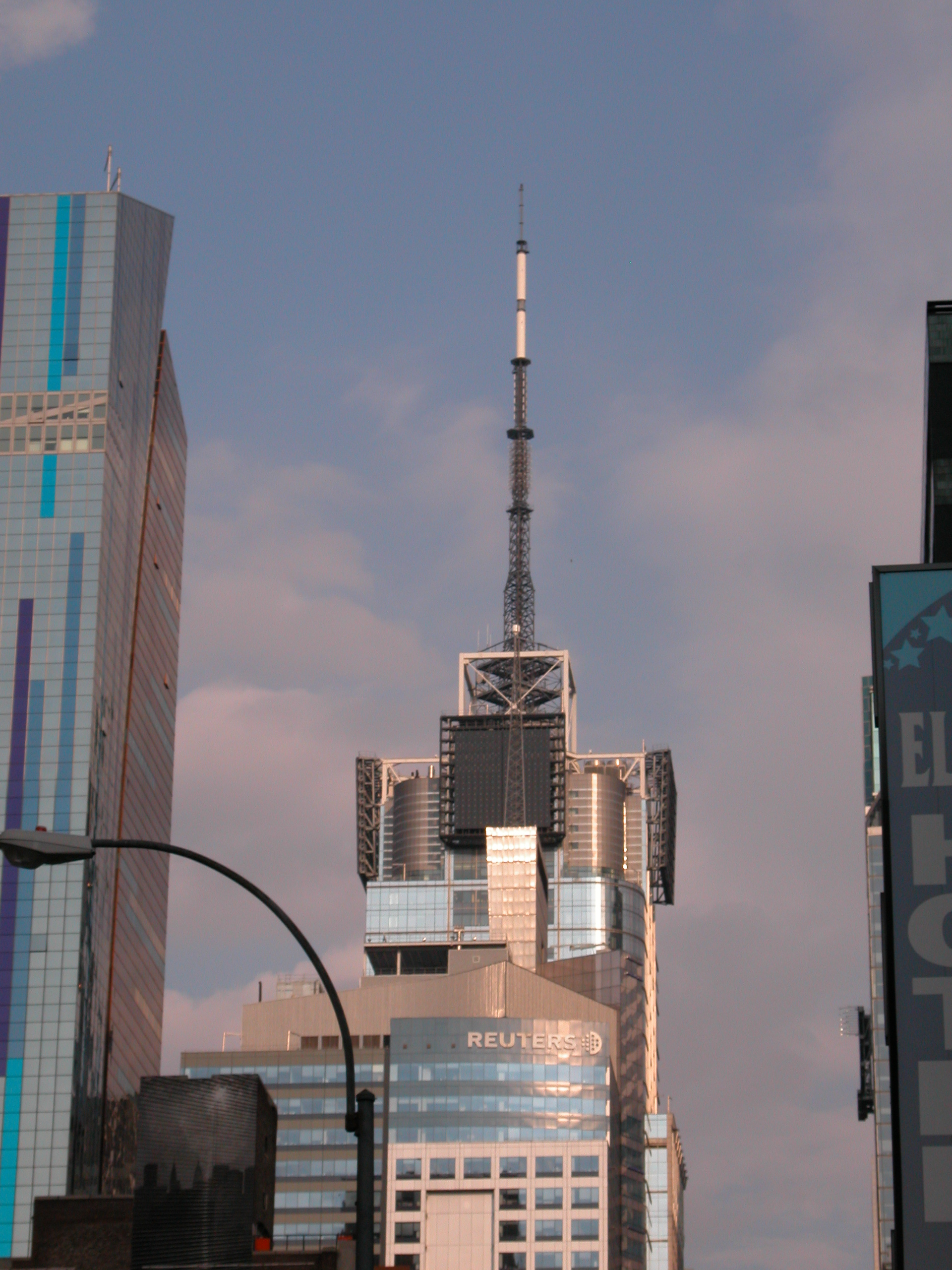
Il Condé Nast Building, il sesto edificio più alto di New York nella misurazione di altezza al pinnacolo.

Questa classifica elenca gli edifici di New York City sulla base della misura di altezza del pinnacolo, che comprende i pali dell'antenna. Le misure d'altezza architetturale standard, che esclude le antenne non-architettoniche in altezza dell'edificio, è incluso ai fini comparativi. Un segno di uguale (=) in seguito a un rango indica la stessa altezza tra due o più edifici. La colonna "Anno" indica l'anno in cui è stato completato un edificio.
| Classifica. Pinnacolo | Classifica. Standard | Nome                     | Altezza pinnacolo metri | Altezza standard metri | Piani | anno | Sources                 |
| --------------------- | -------------------- | ------------------------ | ----------------------- | ---------------------- | ----- | ---- | ----------------------- |
| 1                     | 1                    | One World Trade Center   | 546                     | 541                    | 94    | 2014 |                         |
| 2                     | 3                    | Empire State Building    | 443                     | 381                    | 97    | 1931 | [ 166 ] [ 167 ] [ 168 ] |
| 3                     | 2                    | 432 Park Avenue          | 426                     | 426                    | 85    | 2015 |                         |
| 4                     | 4                    | 30 Hudson Yards          | 392                     | 392                    | 73    | 2018 | [ 169 ]                 |
| 5                     | 5                    | Bank of America Tower    | 366                     | 366                    | 55    | 2009 | [ 6 ] [ 35 ]            |
| 6                     | 18                   | Condé Nast Building      | 341                     | 247                    | 48    | 1999 | [ 75 ] [ 76 ]           |
| 7                     | 6                    | Three World Trade Center | 329                     | 329                    | 80    | 2018 | [ 75 ] [ 76 ]           |
| 8                     | 7                    | 53W53                    | 320                     | 320                    | 77    | 2018 |                         |
| 9=                    | 8=                   | Chrysler Building        | 319                     | 319                    | 77    | 1931 | [ 7 ] [ 41 ]            |
| 9=                    | 8=                   | New York Times Building  | 319                     | 319                    | 52    | 2007 | [ 42 ] [ 43 ]           |
| 11                    | 10                   | 35 Hudson Yards          | 308                     | 308                    | 72    | 2018 | [ 42 ] [ 43 ]           |
| 12                    | 11                   | One57                    | 306                     | 306                    | 75    | 2014 |                         |
| 13                    | 12                   | Manhattan West           | 303                     | 303                    | 67    | 2019 |                         |
| 14                    | 13                   | 4 World Trade Center     | 298                     | 298                    | 72    | 2013 | [ 14 ] [ 52 ]           |
| 15                    | 14                   | 220 Central Park South   | 290                     | 290                    | 69    | 2018 |                         |
| 16                    | 15                   | 70 Pine Street           | 290                     | 290                    | 66    | 1932 | [ 53 ] [ 54 ]           |

## Grattacieli più alti per distretto
In questa lista vi è riportato l'edificio più alto in ogni distretto della città di New York. La colonna "Anno" indica l'anno in cui è stato completato l'edificio.
| Distretti (boroughs) | Nome                     | Altezza m | Piani | Anno | Note            |
| -------------------- | ------------------------ | --------- | ----- | ---- | --------------- |
| Bronx                | Harlem River Park Towers | 123       | 44    | 1975 | [ 172 ] [ 173 ] |
| Brooklyn             | Brooklyn Point           | 220       | 68    | 2020 | [ 174 ]         |
| Manhattan            | One World Trade Center   | 541       | 94    | 2014 |                 |
| Queens               | One Court Square         | 201       | 50    | 1990 | [ 147 ]         |
| Staten Island        | Church at Mount Loretto  | 69        | 1     | 1894 |                 |

## I più alti in fase di costruzione o proposti

### In costruzione
In questa lista gli edifici che sono attualmente in fase di costruzione a New York City con un'altezza di almeno 183 metri. Sono inclusi anche i grattacieli in costruzione che hanno già raggiunto la loro altezza prevista, come lo sono quelli la cui costruzione è stata sospesa. Per gli edifici la cui altezza non è ancora stata pubblicata dai loro sviluppatori, questa tabella utilizza quale soglia un numero di piani pari a 50.
| Nome                   | Immagine | Altezza* metri | Piani | Anno* | Note |
| ---------------------- | -------- | -------------- | ----- | ----- | --- |
| Two World Trade Center |          | 375            | 62    | —     | Progettato per essere, una volta terminato, il secondo edificio più alto del nuovo complesso del World Trade Center. |
| 41–47 West 57th Street |          | 335            | 63    |       | |
| 570 Fifth Avenue       |          | 335            | 78    | 2028  | |
| 740 Eighth Avenue      |          | 325            | 52    | 2027  | |
| 45 Broad Street        |          |                |       | —     | [ 175 ] |
| 3 Hudson Boulevard     | —        | 301            | 56    | —     | In costruzione dal 2017                                                                                              |
| 343 Madison Avenue     |          | 257            | 40    | 2026  | |
| The Alloy Block        |          | 256            | 74    | 2027  | |
| 111 Washington Street  |          | 250            | 64    | 2026  | |
| 989 Sixth Avenue       |          | 239            | 68    | 2026  | |

* Le voci con trattini (-) indicano che le informazioni relative alle altezze di costruzioni previste o alle date di completamento non sono ancora state divulgate.

### Approvati
Questa tabella elenca gli edifici che vengono proposti per la costruzione a New York City e si prevede un aumento di almeno 183 m in altezza. Per gli edifici la cui altezza non è ancora stata pubblicata dai loro sviluppatori, questa tabella utilizza un conteggio piano di 50 pano con frequenza di taglio.
| Nome                      |  | Metri* | Piano | Anno* | Note                                                                        |
| ------------------------- |  | ------ | ----- | ----- | --------------------------------------------------------------------------- |
| 350 Park Avenue           |  | 483    | 62    | 2032  |                                                                             |
| 175 Park Avenue           |  | 482    | 85    | 2030  |                                                                             |
| 360 Tenth Avenue          |  | 305    | —     | —     |                                                                             |
| Five World Trade Center   |  | 280    | 80    | 2029  | Considerato come una proposta viziata, noto anche come 5 World Trade Center |
| 260 South Street Tower I  |  | 243    | 73    | —     |                                                                             |
| 260 South Street Tower II |  | 228    | 67    | —     |                                                                             |
| 259 Clinton Street        |  | 223    | 62    | —     |                                                                             |
| One Third Avenue          |  | 221    | 63    | —     |                                                                             |
| 10 West 57th Street       |  | 205    | 52    | —     |                                                                             |

### Proposti
| Nome                 |  | Metri* | Piano | Anno* | Note                                    |
| -------------------- |  | ------ | ----- | ----- | --------------------------------------- |
| The Big Bend         |  | 610    |       |       | Gemello del grattacielo 432 Park Avenue |
| Tower Fifth          |  | 474    | 96    | —     |                                         |
| 80 South Street      |  | 438    | 113   | —     |                                         |
| 265 West 45th Street |  | 400    | 98    |       |                                         |
| Wynn New York City   |  | 362    | 80    |       |                                         |
| 247 Cherry           |  | 309    | 78    |       |                                         |
| 15 Penn Plaza        |  | 371    | 68    |       | [ 179 ] [ 180 ]                         |
| 418 11th Avenue      |  | 300    | 72    |       |                                         |
| 100 Gold Street      |  | 272    |       |       |                                         |
| 321 East 96th Street |  | 232    | 68    |       |                                         |
| 205 Montague Street  |  | 205    | 47    |       |                                         |

* Le voci con trattini (-) indicano che le informazioni relative alle altezze di costruzioni previste o alle date di completamento non sono ancora state divulgate.

## I più alti demoliti
Questa tabella elenca gli edifici di New York che sono stati distrutti o demoliti di altezza non inferiore a 152 m.
| Nome                               | Immagine | Altezza Metri | Piani | Com- pletati in | Dis- trutti in | Note |
| ---------------------------------- | -------- | ------------- | ----- | --------------- | -------------- | --- |
| One World Trade Center (originale) |          | 417           | 110   | 1970            | 2001           | Distrutto durante gli attentati dell'11 settembre; fu anche il grattacielo più alto del mondo dal 1970 al 1973.    |
| Two World Trade Center (originale) |          | 415           | 110   | 1972            | 2001           | Distrutto durante gli attentati dell'11 settembre.                                                                 |
| Singer Building                    |          | 187           | 47    | 1908            | 1968           | Demolito per far posto al One Liberty Plaza; detenne il record di grattacielo più alto del mondo dal 1908 al 1909. |
| 7 World Trade Center (originale)   |          | 174           | 47    | 1987            | 2001           | Distrutto durante gli attentati dell'11 settembre.                                                                 |
| Deutsche Bank Building             |          | 172           | 40    | 1974            | 2011           | Demolito a causa dei danni riportati durante gli attentati dell'11 settembre.                                      |

## Cronologia dei grattacieli più alti
In questa lista sono presti gli edifici che una volta contenevano il titolo di edificio più alto della città di New York. Oggi, il grattacielo più alto è il One World Trade Center, che ha conquistato il titolo di edificio più alto della città dopo il suo completamento nel 2013.
     È stato anche il grattacielo più alto del mondo mentre era il più alto di New York City
| Nome                                          | Immagine | Indirizzo                    | Anni come più alto | Altezza metri | Piani | Note                                                                              |
| --------------------------------------------- | -------- | ---------------------------- | ------------------ | ------------- | ----- | --------------------------------------------------------------------------------- |
| Collegiate Reformed Protestant Dutch Church   |          | Fort Amsterdam               | 1643–1846          | Sconosciuta   | 1     | Demolito                                                                          |
| Trinity Church                                |          | 79 Broadway                  | 1846–1853          | 85            | 1     | [ 192 ]                                                                           |
| Latting Observatory (1853-1856)               |          | 42nd Street and Fifth Avenue | 1853–1854          | 96            | 3     | Altezza ridotta di 23 metri nel 1854, bruciò nel 1856                             |
| Trinity Church                                |          | 79 Broadway                  | 1854–1890          | 85            | 1     | [ 192 ]                                                                           |
| New York World Building (1890–1955)           |          | Frankfort Street             | 1890–1894          | 106           | 20    | Alla pari per il grattacielo più alto della città 1894-1899; demolito nel 1955    |
| Manhattan Life Insurance Building (1894–1930) |          | 64–70 Broadway               | 1894–1899          | 106           | 18    | Alla pari per il grattacielo più alto della città 1894-1899; demolito nel 1963-64 |
| Park Row Building                             |          | 13–21 Park Row               | 1899–1908          | 119           | 30    | [ 195 ]                                                                           |
| Singer Building (1908–1968)                   |          | 149 Broadway                 | 1908–1909          | 187           | 47    | Demolito nel 1968                                                                 |
| Metropolitan Life Insurance Company Tower     |          | 1 Madison Avenue             | 1909–1913          | 213           | 50    | [ 130 ]                                                                           |
| Woolworth Building                            |          | 233 Broadway                 | 1913–1930          | 241           | 57    | [ 82 ]                                                                            |
| Bank of Manhattan Trust Building              |          | 40 Wall Street               | 1930               | 283           | 70    | [ 197 ]                                                                           |
| Chrysler Building                             |          | 405 Lexington Avenue         | 1930–1931          | 319           | 77    | [ 41 ]                                                                            |
| Empire State Building                         |          | 350 Fifth Avenue             | 1931–1972          | 381           | 102   | [ 166 ]                                                                           |
| World Trade Center (1972–2001)                |          | World Trade Center           | 1972–2001          | 417           | 110   | Distrutto dagli attentati dell'11 settembre 2001                                  |
| Empire State Building                         |          | 350 Fifth Avenue             | 2001–2014          | 381           | 102   | [ 166 ]                                                                           |
| One World Trade Center                        |          | 1 World Trade Center         | 2014-presente      | 541           | 104   |                                                                                   |